# أنتوني شارب
أنتوني شارب (بالإنجليزية: Anthony Sharp)‏ هو ممثل بريطاني، ولد في 16 يونيو 1915 في المملكة المتحدة، وتوفي في 23 يوليو 1984 بلندن في المملكة المتحدة.

## أعمال

### أفلام
- (1971) برتقالة آلية[3]
- (1975) باري ليندون
- (1983) لا تقل أبدا مرة اخرى[4][5][6]

## وصلات خارجية
- أنتوني شارب على موقع IMDb (الإنجليزية)
- أنتوني شارب على موقع ألو سيني (الفرنسية)
- أنتوني شارب على موقع ميوزك برينز (الإنجليزية)
- أنتوني شارب على موقع أول موفي (الإنجليزية)
- أنتوني شارب على موقع قاعدة بيانات الأفلام السويدية (السويدية)
- أنتوني شارب على موقع ديسكوغز (الإنجليزية)
- أنتوني شارب على موقع قاعدة بيانات الفيلم (الإنجليزية)
- أنتوني شارب على موقع كينوبويسك (الروسية)